# Nasco di Cagliari liquoroso riserva
Il Nasco di Cagliari liquoroso riserva è un vino DOC la cui produzione è consentita nelle province di Cagliari e Oristano.

## Caratteristiche organolettiche
- colore: dal giallo paglierino al giallo dorato brillante.
- odore: all'odore e al sapore una maggiore finezza e un più spiccato aroma del vino base
- sapore: spiccato aroma.

## Produzione
Provincia, stagione, volume in ettolitri
- nessun dato disponibile